# 韓国女子バスケットボールリーグ
韓国女子バスケットボールリーグ（朝鮮語: 한국여자프로농구、繁体字中国語: 韓國女子籃球聯賽, 英語: Women's Korean basketball League）は、大韓民国の女子バスケットボールリーグ。1995年に創設され、翌1996年からリーグ戦を開催。現在は6チームでリーグを構成している。略称はWKBL。
2002年から2008年まで、日本の女子バスケットボールリーグ、Wリーグ(WJBL)との日韓女子選手権試合（ホーム&アウェイ）が行われた。開催された全試合でWJBL勢を破っている。2009年以降は行われていない。2013年はアジア4ヶ国でアジアWチャンピオンシップが開かれたが1回限りで休止。2017年に「日韓クラブチャンピオンシップ」の名で女子バスケットボールの日韓クラブ対抗戦が復活した。
2024-25シーズンより「アジアクォーター制度」（アジア枠）を導入し、初年度は日本国籍選手に限定し、保有2人・オンザコート1人とする。

## 参加クラブ
- 牙山ウリィ銀行ウリィWON（朝鮮語版）（忠清南道牙山市）

1998年から2002年まで「春川ハンビッ銀行ハンセ」、2002年から2016年まで「春川ウリィ銀行ハンセ」、江原特別自治道春川市から牙山市に縁故地を移転して2016年から2021年まで「牙山ウリィ銀行ウリィウィービー」を称していた。
- 仁川新韓銀行S-バーズ（朝鮮語版）（仁川広域市）

チーム名はハングル表記では単数形のバードとなっているが、英語表記では複数形のBirdsである。
1986年から1990年まで「現代重工業女子バスケットボール団」、1990年から1998年まで「現代産業開発女子バスケットボール団」、1998年から2004年まで清州現代ハイペリオン、2004年から2014年まで「安山新韓銀行S-バーズ」、その後京畿道安山市から仁川広域市に移転。
- 龍仁サムスン生命ブルーミンクス（朝鮮語版）（京畿道龍仁市）

1977年から1982年まで「サムスン女子バスケットボール団」、1982年から1997年まで「東方生命女子バスケットボール団」、1998年から2005年まで「水原サムスン生命ビチュミ」、京畿道水原市から龍仁市に移転して2005年から2012年まで「龍仁三星生命ビチュミ」を称し、2012年から現在のクラブ名になった。ただし2014年から2015年にかけて1年だけ「龍仁サムスンブルーミンクス」と称していた。
- 富川ハナ銀行（朝鮮語版）（京畿道富川市）

2012年に「富川ハナ外国為替」として創設。太平洋化学女子バスケットボール団および富川新世界クールキャッツを実質的に承継したクラブである。2015年から2020年まで「富川KEBハナ銀行」、2020年から2024年まで「富川ハナ1Q」と称しており、2024年から現在のクラブ名に改称。
- 釜山BNKサム（朝鮮語版）（釜山広域市）

2000年に「仁川錦湖生命ファルコンズ」として創設。その後仁川広域市から京畿道九里市に移転し、2005年から2007年まで「九里錦湖生命ファルコンズ」、2007年から2010年まで「九里錦湖生命レッドウィングス」、2010年から2018年まで「九里KDB生命ウィナーズ」と称していた。オーナー企業が釜山銀行を核とするBNKファイナンシャルグループに代わり、2018年から1年だけ大邱広域市を縁故地とする「大邱OK貯蓄銀行シュート」になり、2019年から釜山広域市に移転して現在のクラブ名に改称。
- 清州KBスターズ（朝鮮語版）（忠清北道清州市）

1963年から2000年まで「国民銀行女子バスケットボール団」、2000年に「城南国民銀行セイバース」、京畿道城南市から忠清南道天安市に縁故地を移転して2001年から2003年まで「天安国民銀行セイバース」、2003年から2011年まで「天安KBセイバース」と称しており、縁故地を再度移転した2011年から現在のクラブ名に改称。

## 大会形式
- 各チームごと8回戦総当たり制のレギュラーシーズンと、上位4チームによるプレーオフ。

　　(プレーオフ(準決勝)とチャンピオン決定戦(決勝)はいずれも5戦3先勝方式)
- 試合は毎日に1試合ずつが開催される。試合はKBSの衛星チャンネル（KBS N sportsまたはKBS W）で生中継される。

## 歴代優勝チーム
- 2001 新世界クールキャッツ
- 2002 ウリィ銀行ハンセ
- 2003 三星生命ビチュミ
- 2004 三星生命ビチュミ
- 2005 ウリィ銀行ハンセ
- 2006 ウリィ銀行ハンセ
- 2007 新韓銀行S・バード
- 2007-08 新韓銀行S・バード
- 2008-09 新韓銀行S・バード
- 2009-10 新韓銀行S・バード
- 2010-11 新韓銀行S・バード
- 2011-12 新韓銀行S・バード
- 2012-13 ウリィ銀行ハンセ
- 2013-14 ウリィ銀行ハンセ
- 2014-15 ウリィ銀行ハンセ
- 2015-16 ウリィ銀行ハンセ
- 2016-17 ウリィ銀行ウィービー
- 2017-18 ウリィ銀行ウィービー
- 2018-19 清州KBスターズ
- 2019-20 シーズン打ち切りで該当なし
- 2020-21 龍仁サムスンライフブルーミングス
- 2021-22 清州KBスターズ
- 2022-23 牙山ウリィ銀行ウリィWON
- 2023-24 清州KBスターズ

## リンク
- 公式サイト（韓国語）